# Свети Георги (Вощарани)
Вижте пояснителната страница за други значения на Свети Георги.
„Свети Георги“ (на гръцки: Aγίου Γεωργίου) е православна църква в леринското село Вощарани (Мелити), Егейска Македония, Гърция. Храмът е Леринската, Преспанска и Еордейска епархия.
Църквата е разположена на 2 km северно от селото, близо до пътя за Крушоради (Ахлада). В подземието на съвременния храм са открити руините на средновековна църква, известна като Бела църква (Μπέλα Τσρκφα). Според местната легенда руините са открити след сън на жителката на Вощарани Хадзи, който посочва на свещеника в селото Георгиос Папуляс, къде да копае. Това е храм, който принадлежи към архитектурния тип на кръстовидни храмове с външен кръст с вътрешни размери на централното помещение 2,70 х 2,60 m. Размерите на раменете са неравномерни - южният е 1,15, северният 0,90 - 1,05, а западният 0,80 m. Апсидата на олтара е доста повредена.